# James S. Sherman
James Schoolcraft Sherman (24 de outubro de 1855 - 30 de outubro de 1912) foi o vigésimo sétimo Vice-presidente dos Estados Unidos, durante parte da gestão de William Howard Taft. Seu mandato foi de 4 de março de 1909 a 30 de outubro de 1912.

## Vida
Sherman nasceu em Utica, Nova Iorque e morreu também em Utica, ainda durante seu mandato.
sob o presidente William Howard Taft de 1909 até sua morte em 1912. Membro do Partido Republicano, Sherman foi anteriormente representante dos Estados Unidos por Nova York de 1887 a 1891 e de 1893 a 1909. Ele era membro das famílias Baldwin, Hoar e Sherman inter-relacionadas, advogados e políticos proeminentes da Nova Inglaterra e Nova York.
Embora não fosse um administrador de alta potência, ele se tornou um presidente natural do comitê do Congresso, e sua personalidade genial facilitou o funcionamento da Câmara, de modo que ele era conhecido como 'Sunny Jim'. Ele foi o primeiro vice-presidente a voar em um avião (1911) e também o primeiro a lançar o primeiro arremesso cerimonial em um jogo de beisebol.

Sherman foi o sétimo e mais recente vice-presidente a morrer no cargo.